# Tocco da Casauria
Tocco da Casauria este o comună din provincia Pescara, regiunea Abruzzo, Italia.
Populația comunei este de 2.824 de locuitori (2007).

## Demografie
Tocco da Casauria - evoluția demografică

|  | Graficele sunt indisponibile din cauza unor probleme tehnice. Mai multe informații se găsesc la Phabricator și la wiki-ul MediaWiki. |

Date: Recensăminte sau birourile de statistică - grafică realizată de Wikipedia